# Jacksons bergastrild
De Jacksons bergastrild (Cryptospiza jacksoni) is een zangvogel uit de familie Estrildidae (prachtvinken).

## Verspreiding en leefgebied
Deze soort komt voor in de bergen van oostelijk Congo-Kinshasa tot zuidwestelijk Oeganda, Rwanda en Burundi.